# Ставрос Калафатис
Ставрос Калафатис (на гръцки: Σταύρος Καλαφάτης) е гръцки политик, министър.

## Биография
Роден е на 15 май 1965 година в град Солун. Завършил е Американския колеж Анатолия и учи в Юридическия факултет на Университета „Аристотел“ в Солун, където се дипломира през 1988. Продължава със следдипломна квалификация по международни отношения (1991 г.) и специализира управление на спортни организации в Университета на Мериленд (1994 г.).
През 2000 година става депутат от Нова демокрация за Солун. Оттогава е избиран пет пъти за депутат 2004, 2007, 2009, май 2012, юли 2012. От 2007 до 2009 е министър на регионалното развитие. От 8 януари 2009 до 7 октомври 2009 година е министър на Македония-Тракия.